# Jeune Homme à la fenêtre
Jeune homme à la fenêtre, parfois appelé Jeune homme à sa fenêtre, est un tableau de Gustave Caillebotte réalisé en 1876. Il est conservé au  J. Paul Getty Museum à Los Angeles. Il mesure 117 cm de hauteur sur 82 cm de largeur.

## Description
Ce tableau représente de dos René Caillebotte,, l'un des frères de l'artiste (il mourut à peine quelques mois plus tard), debout à la fenêtre devant un balcon de l'hôtel particulier familial, 77 rue de Miromesnil, donnant au loin sur le boulevard Malesherbes en oblique. C'est une œuvre de jeunesse qui témoigne de l'intérêt de l'artiste pour le réalisme urbain et de ses recherches sur la perspective. 
Ce thème d'un personnage représenté de dos à la fenêtre est fréquent dans la peinture, notamment dans la peinture romantique allemande. Pourtant ce tableau de Caillebotte diffère des représentations romantiques : l'homme ne regarde pas la nature, mais jette un regard sur une scène urbaine située en contrebas.

## Histoire
Ce tableau a été présenté à l'exposition des impressionnistes de mars 1876 avec sept autres travaux de Caillebotte dont le fameux tableau aujourd'hui conservé au musée d'Orsay, Les Raboteurs de parquet, refusé au Salon de 1875. 
Émile Zola est favorablement impressionné par la technique que cette œuvre révèle, mais n'est pas du tout enthousiaste à propos de son style. Pourtant apôtre du naturalisme et chantre des réalités sociales, Zola traite ce tableau d'« anti-artistique »: « c'est une peinture anti-artistique, une peinture proprette comme du verre, une peinture bourgeoise, en raison de la précision de la copie. La photographie de la réalité n'est pas marquée du sceau original du talent du peintre - c'est une piètre chose. ». Zola en fait n'a pas su voir la recherche des lignes fuyantes et la réflexion de l'artiste sur les limites et la thématique du seuil et de la contemplation en dehors du temps. Zola n'en fait qu'une lecture politique superficielle. La prédilection de Caillebotte à regarder « par procuration » le spectacle de la ville en fait « un étranger parmi les siens, à la fois proche et séparé de tous, de plain-pied au bord d’un vide », comme si le temps était suspendu.
En novembre 2021, Jeune homme à la fenêtre devient l’œuvre de Gustave Caillebotte la plus chère jamais vendue aux enchères, s'adjugeant pour 53 millions de dollars (le précédent record était de 22 millions pour Chemin montant, en 2019). Le tableau est qualifié par l'acquéreur, le musée Getty de Los Angeles, de « chef-d’œuvre du réalisme urbain moderne du XIXe siècle ».